# Хотел „Војводина”
Хотел „Војводина” у Панчеву, саграђен крајем 19. века, због својих архитектонско-стилских вредности, као грађевина са стилским обележјима архитектуре на прелазу векова, са историјским и амбијенталним вредностима представља непокретно културно добро као споменик културе.
Један од најстаријих хотела у Панчеву био је саставни део целине коју су некад сачињавали магацини, пиваре, хотели, капетанија, волуменски и ликовно је уклопљен у амбијент старог панчевачког пристаништа. Саграђен је као спратни зграда, правоугаоне основе, са мансарадним кровом. Зидан од oпеке и кречног малтера, са дрвеном међуспратном конструкцијом. У целини објекат је еклектичке стилске оријентације, са елементима сецесије у декоративној обради. На уличној фасади налазе се четири лизене са вертикалним фризом, а испод два од укупно четири прозора на спрату је цветна и геометријска декорација. 